# Цифровая связь
Цифровая связь — область техники, связанная с передачей цифровых данных на расстояние.
В настоящее время цифровая связь повсеместно используется также и для передачи аналоговых (непрерывных по уровню и времени, например речь, изображение) сигналов, которые для этой цели оцифровываются (дискретизируются). Такое преобразование всегда связано с потерями, т.е. аналоговый сигнал представляется в цифровом виде с некоторой неточностью.
Современные системы цифровой связи используют кабельные (в том числе волоконно-оптические), спутниковые, радиорелейные и другие линии и каналы связи, в том числе и аналоговые.

## Линия связи «точка-точка»

Линия связи

Оборудование, осуществляющее формирование данных из пользовательской информации, а также представление данных в виде, понятном пользователю, называется терминальным оборудованием (ООД, оконечное оборудование данных). Оборудование, преобразующее данные в форму пригодную для передачи по линии связи и осуществляющее обратное преобразование, называется оконечным оборудованием линии связи (АКД, аппаратура канала данных). Терминальным оборудованием может служить компьютер, оконечным оборудованием обычно служит модем.
Передача сигнала осуществляется символами. Каждый символ представляет собой определённое состояние сигнала в линии, множество таких состояний конечно. Таким образом, символ передаёт некоторое количество информации, обычно один или несколько бит.
Число передаваемых символов в единицу времени называется символьной скоростью (baud rate). Она измеряется в бодах (1 бод = 1 символ в секунду). Количество битов, передаваемых в единицу времени, называется скоростью передачи данных и измеряется в битах в секунду. В случае двоичного канального алфавита один символ передаёт только один бит, и бод равен биту в секунду.
Преобразование данных в форму пригодную для передачи по линии/каналу связи называется модуляцией.

## Технологии цифровой связи
Следующие технологии находят применение в цифровой связи:

### Кодирование источника информации
Кодирование источника связано с задачей создания эффективного описания исходной информации. Эффективное описание допускает снижение требований к памяти или полосе частот, связанных с хранением или передачей дискретных реализаций исходных данных. Для дискретных источников способность к созданию описаний данных со сниженной скоростью передачи зависит от информационного содержимого и статистической корреляции исходных символов. Для аналоговых источников способность к созданию описаний данных со сниженной скоростью передачи (согласно принятому критерию точности) зависит от распределения амплитуд и временной корреляции сигнала источника. Целью кодирования источника является получение описания исходной информации с хорошей точностью при данной номинальной скорости передачи битов или допуск низкой скорости передачи битов, чтобы получить описание источника с заданной точностью.

### Помехоустойчивое кодирование
Любая система связи подвержена воздействию шумов и особенностей линий и каналов связи (и как следствие возникновению искажений), которые могут привести к неправильному приёму сигнала. Для борьбы с возникающими при этом ошибками в сигнал вводится специальным образом сконструированная избыточность, что позволяет принимающей стороне обнаружить, а в некоторых случаях и исправить определённое число ошибок. Существует большое количество помехоустойчивых (ПУ) кодов, различающихся избыточностью, обнаруживающей и исправляющей способностью.
Основные классы помехоустойчивых кодов:
- Блочные коды, преобразующие фиксированные блоки информации длиной k символов (эти символы могут отличаться от используемых при модуляции) в блоки длиной n символов. При этом декодирование каждого блока производится отдельно и независимо от других. Примеры блочных кодов: коды Хемминга, коды БЧХ, коды Рида-Соломона.

- Свёрточные коды работают с непрерывным потоком данных, кодируя их при помощи регистров сдвига с линейной обратной связью. Декодирование свёрточных кодов производится, как правило, с помощью алгоритма Витерби.

### Модуляция
Модуля́ция (лат. modulatio — размеренность, ритмичность) — процесс изменения одного или нескольких параметров высокочастотного несущего колебания по закону низкочастотного информационного сигнала(сообщения).
Передаваемая информация заложена в управляющем (модулирующем) сигнале, а роль переносчика информации выполняет высокочастотное колебание, называемое несущим(модулируемым). Модуляция, таким образом, представляет собой процесс «посадки» информационного колебания на заведомо известную несущую с целью получения нового, модулированного сигнала.
В результате модуляции спектр низкочастотного управляющего сигнала переносится в область высоких частот. Это позволяет при организации вещания настроить функционирование всех приёмо-передающих устройств на разных частотах с тем, чтобы они «не мешали» друг другу.
В качестве несущего могут быть использованы колебания различной формы (прямоугольные, треугольные и т. д.), однако чаще всего применяются гармонические колебания. В зависимости от того, какой из параметров несущего колебания изменяется, различают вид модуляции (амплитудная, частотная, фазовая и др.). Модуляция дискретным сигналом называется цифровой модуляцией или манипуляцией.